# Национальная премия Литвы по культуре и искусству
Национальная премия Литвы по культуре и искусству (лит. Lietuvos nacionalinė kultūros ir meno premija) — национальная премия Литвы, с 1989 года присуждаемая деятелям искусства и культуры Литвы в стране и за её границами за творчество последних семи лет или многолетний вклад в культуру и искусство. Претендентов могут выдвигать юридические лица, зарегистрированные в Литве, в Европейском Союзе и в третьих странах, а также другие организации.
Одно и то же лицо может получить премию только один раз. Лауреатов премии отбирает комиссия из 11 человек — представителей различных областей культуры и искусства. Членов комиссии рекомендуют руководители творческих союзов и ассоциаций. Состав комиссии утверждается правительством Литовской Республики по представлению министра культуры на срок в три года.
В денежном выражении размер премии в 2010 году составлял 104 тысячи литов. В настоящее время её размер установлен в 800 базовых социальных выплат  (в 2018 году — 30400 евро, в 2020 году — 31200 евро). Ежегодно до 15 декабря присуждается не более шести премий, из них не более двух за многолетний вклад. Диплом и знак лауреатам вручаются в день восстановления литовского государства 16 февраля.

## Лауреаты

### 1989
- Квартет имени Чюрлёниса (Римантас Шюгждинис, Саулюс Кишкис, Саулюс Липчюс, Алоизас Грижас)
- Йонас Юшкайтис, поэт
- Альгирдас Мартинайтис, композитор
- Корнелиюс Мартинайтис, кинорежиссёр и оператор
- Шарунас Саука, художник
- Хенрикас Шаблявичюс, режиссёр кинодокументалист

### 1990
- Юлюс Юзелюнас, композитор
- Казис Напалеонас Киткаускас, архитектор реставратор
- Ромуалдас Пожерскис, фотограф
- Альгирдас Эугениюс Степонавичюс, художник график
- Зита Жемайтите, искусствовед

### 1991
- Витаутас Пятрас Бложе, поэт
- Иеронимас Качинскас, композитор и дирижёр
- Гедиминас Каралюс, скульптор
- Бронюс Радзявичюс, писатель (посмертно)
- Повилас Ричардас Вайтекунас, скульптор

### 1992
- Валентинас Антанавичюс, художник
- Казис Брадунас, поэт
- Владас Дрема, историк искусства, художник
- Пятрас Генюшас, пианист
- Арвидас Шлёгерис, философ

### 1993
- Пятрас Бингялис, хоровой дирижёр
- Виктория Дауётите-Пакярене, литературовед
- Витаутас Кашуба, скульптор
- Витаутас Каволис, социолог, культуролог, литературовед
- Лаймонас Норейка, актёр

### 1994
- Альгирдас Давидавичюс, художник витражист
- Сигитас Гяда, поэт
- Ричардас Криштапавичюс, архитектор
- Регимантас Мидвикис, скульптор
- Гинтарас Ринкявичюс, дирижёр
- Арунас Сакалаускас, скульптор
- Римас Туминас, театральный режиссёр
- Альгирдас Жебраускас, архитектор

### 1995
- Раймундас Катилюс, скрипач
- Бронюс В. Кутавичюс, композитор
- Александрас Мацияускас, фотограф
- Йонас Мекас, поэт и кинорежиссёр
- Альгирдас Петрулис , живописец
- Антанас Леонардас Рубшис, теолог, исследователь и переводчик Библии
- Витаутас Шерис, скульптор

### 1996
- Освальдас Балакаускас, композитор
- Станисловас Кузма, скульптор
- Валентинас Масальскис, актёр театра и кино, театральный режиссёр
- Владимирас Прудниковас, оперный певец (бас)
- Йонас Стрелкунас, поэт, переводчик
- Эгле Шпокайте, артистка балета и хореограф
- Витаутас Валюс, художник, график

### 1997
- Юозас Эрлицкас писатель, сатирик и юморист
- Рута Риктере и Збигневас Ибельгауптас, пианисты
- Онуте Нарбутайте, композитор
- Эймунтас Някрошюс, театральный режиссёр
- Альфонсас Ника-Нилюнас, поэт, переводчик, литературный критик
- Пятрас Ряпшис, график, художник, скульптор
- Анатолиюс Шендеровас, композитор

### 1998
- Видмантас Бартулис, композитор
- Альфредас Бумблаускас, историк; Альгимантас Галинис, режиссёр; Эдвардас Гудавичюс, историк; Альбертас Жостаутас, журналист
- Феликсас Якубаускас, художник по текстилю
- Алдона Йонушкайте-Шальтянене, керамик
- Альгимантас Кунчюс, фотограф
- Марцелиюс Мартинайтис, поэт, литературовед, эссеист, переводчик
- Донатас Саука, фольклорист, литературовед

### 1999
- Дональдас Кайокас, писатель
- Линас Л. Катинас, художник
- Она Нарбутене, музыковед
- Миндаугас Навакас, скульптор, сценограф
- Юрате Онайтите, актриса
- Кястутис Пемпе и Гитис Рамуниса (посмертно), архитекторы
- Аугустинас Савицкас, художник
- Саулюс Сондецкис, скрипач, дирижёр
- Альбертас Залаторюс, литературовед

### 2000
- Владас Багдонас, актёр театра и кино
- Эугениюс Антанас Цукерманас, художник E. A. Cukermanas
- Юозас Домаркас, дирижёр
- Ромуальдас Гранаускас, прозаик, эссеист и драматург
- Адомас Яцовскис, сценограф
- Даля Касчюнайте, художница
- Нийоле Миляускайте, поэтесса
- Ирена Милькявичюте, певица (сопрано)
- Томас Венцлова, поэт, эссеист, переводчик, литературовед

### 2001
- Феликсас Ромуалдас Байорас, композитор
- Шарунас Бартас, кинорежиссёр, оператор, сценарист
- Стасис Эйдригявичюс, художник
- Леонардас Гутаускас, писатель и художник
- Донатас Каткус, альтист, дирижёр, музыковед, актёр
- Юстинас Марцинкявичюс, поэт, драматург, переводчик
- Костас Сморигинас, актёр театра и кино
- Леонорас Витаутас Стрёга, скульптор
- Виолета Урмана, оперная певица (сопрано, меццо-сопрано)

### 2002
- Робертас Антинис, художник и скульптор
- Давид Герингас, виолончелист и дирижёр
- Юргис Юозапайтис, композитор
- Арвидас Каждайлис, художник
- Оскарас Коршуновас, театральный режиссёр
- Йонас Микелинскас, художник
- Корнелиюс Платялис, поэт, эссеист, переводчик
- Аудрюс Стонис, кинорежиссёр
- Пятрас Вишняускас, джазовый саксофонист, кларнетист

### 2003
- Йонас Алекса, дирижёр
- Витаутас Баркаускас, композитор
- Пятрас Диргела, писатель
- Антанас A. Йонинас, поэт, переводчик
- Витаутас Юозапайтис, оперный певец (баритон)
- Альгимантас Йонас Курас, художник
- Антанас Суткус, фотограф
- Йонас Вайткус, режиссёр театра и кино
- Бите Вилимайте, писательница

### 2004
- Оне Балюконите, поэтесса и эссеистка
- Пятрас Мазурас, скульптор
- Ритис Мажулис, композитор
- Юрате Паулекайте, сценограф
- Сигитас Парульскис, писатель
- Сигуте Стоните, оперная певица
- Микалоюс Повилас Вилутис, график
- Вильнюсский квартет (Аудроне Вайнюнайте, Артурнас Шилале, Гирдутис Якайтис, Аугустинас Василяускас)
- Станисловас Жвиргждас, фотограф и историк фотографии

### 2005
- Юозас Апутис, писатель
- Юрга Иванаускайте, писательница и художница
- Ксения Ярошевайте, скульптор
- Витаутас Лаурушас, композитор
- Айдас Марченас, поэт
- Арунас Матялис, режиссёр и продюсер документального кино
- Лайма Оржекаускене, художница по текстилю
- Робертас Шервеникас, дирижёр
- Гинтарас Варнас, театральный режиссёр

### 2006
- Витаутас Бальчитис, фотограф
- Йонас Витаутас Бруверис, музыковед
- Саулюс Юшкис, архитектор
- Римвидас Кепежинскас, график
- Кястутис Навакас, поэт и прозаик
- Муза Рубацките-Голе, пианистка
- Римантас Сакалаускас, скульптор
- Нийоле Лукшёните, искусствовед, историк архитектуры
- Альгирдас Визгирда, флейтист и дирижёр

### 2007
- Алфонсас Андрюшкявичюс, искусствовед
- Витаутас Кярнагис, автор и исполнитель песен
- Люне Сутяма (Зинаида Нагите-Катилишкене), поэтесса
- Шарунас Накас, композитор
- Витаутас Паукште, актёр театра и кино
- Гедиминас Урбонас и Номеда Урбонене, художники

### 2008
- Антанас Гайлюс, поэт и переводчик
- Ванда Юкнайте, писательница
- Деймантас Наркявичюс, художник
- Вероника Повилёнене, певица
- Рута Сталилюнайте, актриса театра и кино
- Раминта Шеркшните, композитор

### 2009
- Альмантас Грикявичюс, актёр, кинорежиссёр, сценарист
- Йонас Юрашас, театральный режиссёр
- Роландас Казлас, актёр театра и кино
- Мария Матушакайте, искусствовед
- Ромуальдас Ракаускас, фотограф
- Рамуте Скучайте, поэтесса

### 2010
- Вацловас Аугустинас, дирижёр
- Йонас Гасюнас, художник
- Повилас Матайтис, режиссёр и хормейстер, и Даля Матайтене, сценограф
- Ицхокас Мерас, писатель
- Виргилиюс Норейка, оперный певец (тенор)
- Роландас Растаускас, писатель

### 2011
- Альгимантас Александравичюс, фотограф
- Генрикас Альгис Чигреюс, писатель и поэт
- Кястутис Григалюнас, художник
- Аста Крикщюнайте, оперная певица (сопрано)
- Витаутас Ландсбергис, музыковед, пианист
- Арунас Жебрюнас, кинорежиссёр и сценарист

### 2012
- Жильвинас Кемпинас, художник
- Виталиюс Мазурас, художник, сценограф, театральный режиссёр
- Эугениюс Милюнас, архитектор
- Кястутис Настопка, литературовед
- Модестас Питренас, дирижёр
- Владас Вильджюнас, скульптор

### 2013
- Донатас Банионис, актёр театра и кино
- Владас Бразюнас, поэт, эссеист, переводчик
- Юозас Будрайтис, актёр театра и кино
- Йонас Грицюс, кинооператор
- Гедрюс Купрявичюс, композитор
- Фаустас Латенас, композитор

### 2014
- Регимантас Адомайтис, актёр театра и кино
- Григорий Канович, писатель
- Роланадас Палякас, архитектор
- Неле Савиченко, актриса театра и кино
- Валентинас Свянтицкас, литературный критик и эссеист
- Альгирдас Шяшкус, фотограф

### 2015
- Альгирдас Йонас Амбразас, музыковед
- Леопольдас Дигрис, органист, пианист
- Дайнюс Гавенонис, актёр театра и кино
- Гедра Радвилавичюте, писательница
- Владас Урбанавичюс, скульптор
- Бируте Жилите, художница график и живописец

### 2016
- Аудрюс Амбрасас, архитектор
- Витаутас Анужис, актёр
- Джазовое Трио Ганелина (Вячеслав Ганелин, Владимир Тарасов, Владимир Чекасин)
- Рута Виктория Катилюте, художница
- Гитис Лукшас, кинорежиссёр
- Валдас Папевис, писатель

### 2017
- Эгле Габренайте, актриса
- Юсте Гинвиле Янулите, композитор и музыковед
- Дануте Калинаускене, писательница
- Гинтарас Макарявичюс, художник, сценограф, кинорежиссёр
- Паулюс Станикас и Свайоне Станикене, художники
- Гинтаутас Тримакас, фотограф

### 2018
- Мирга Гражините-Тила, дирижёр
- Марюс Ивашкявичюс, писатель, драматург, киносценарист
- Аудрюс Кемежис, кинооператор
- Витаутас Мартинкус, писатель, литературовед
- Дарюс Мешкаускас, актёр
- Артурас Райла, художник

### 2019
- Ругиле Барзджюкайте (режиссёр), Вайва Грайните (драматург) и Лина Лапелите композитор
- Зита Бружайте, композитор
- Асмик Григорян, оперная певица (сопрано)
- Виктория Куодите, актриса
- Альгимантас Пуйпа, кинорежиссёр
- Саулюс Шальтянис, писатель

### 2020
- Гинтарас Бальчитис, архитектор
- Саулюс Томас Кондротас, писатель
- Эгле Ридикайте, художница
- Рута Станявичюте-Кельмицкене, музыковед
- Регина Шальтяните, актриса театра
- Йонас Томашявичюс, кинооператор

### 2021
- Дайнюс Лишкявичюс, артист междисциплинарного искусства
- Витаутас Мишкинис, хоровой дирижёр, педагог, композитор
- Агне Нарушите, искусствовед, музейщик
- Видас Петкявичюс, актёр
- Ремигиюс Трейгис, фотохудожник
- Дайва Рачюнайте-Вичинене, этномузыколог, педагог, исполнительница народных песен